# Metal blanco
Los metales blancos son una serie de aleaciones de metales brillantes a menudo decorativos que se utilizan como base para cubiertos o adornos, así como cualquiera de las varias aleaciones a base de plomo o estaño utilizadas para cosas como cojinetes, joyas, figuras en miniatura, tapones fusibles, algunas medallas y tipos móviles. El término también se usa en el comercio de antigüedades para un artículo sospechoso de ser plata, pero sin sello de contraste.
Una aleación de metal blanco puede incluir antimonio, estaño, plomo, cadmio, bismuto y zinc (algunos de los cuales son bastante tóxicos). No todos estos metales se encuentran en todas las aleaciones de metales blancos. Los metales se mezclan para lograr una meta o necesidad deseada. Por ejemplo, un metal base para joyería debe ser maleable, pulible, tener buenas características de flujo, tener la capacidad de moldear detalles finos sin una cantidad excesiva de porosidad y moldearse entre 230 y 300 °C.

## Aleaciones de estaño-plomo y estaño-cobre

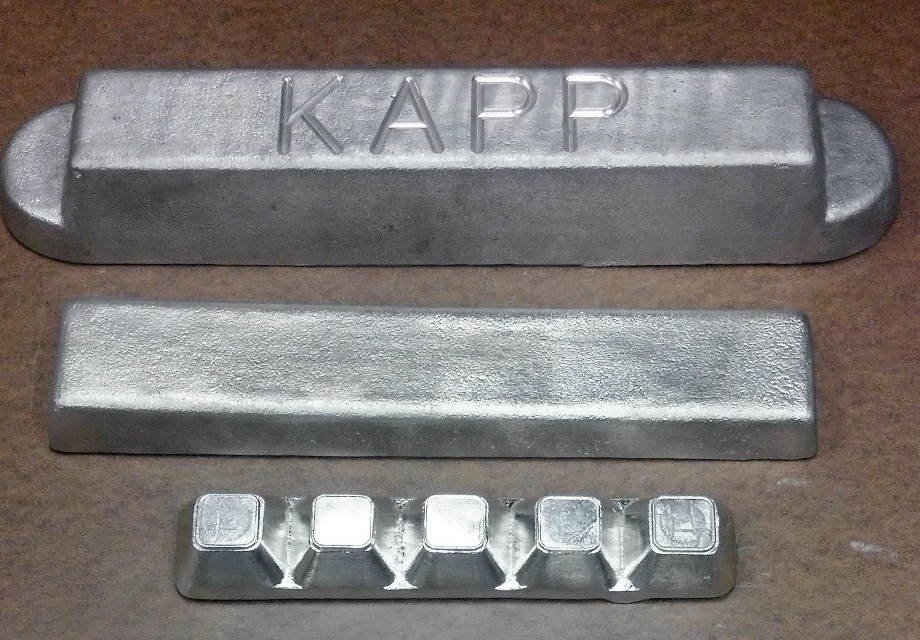
Barras y lingotes de metal Babbitt

Las aleaciones de estaño-plomo y estaño-cobre como el metal Babbitt tienen un punto de fusión bajo, que es ideal para su uso como soldadura, pero estas aleaciones también tienen características ideales para cojinetes lisos. Lo más importante para los cojinetes, es que el material debe ser duro y resistente al desgaste y tener un bajo coeficiente de fricción. También debe ser resistente a los golpes, resistente y lo suficientemente dúctil para permitir una ligera desalineación antes del rodaje.
Los metales puros son blandos, resistentes y dúctiles con un alto coeficiente de fricción. Los compuestos intermetálicos son duros y resistentes al desgaste pero quebradizos. Por sí mismos, estos no son materiales ideales para rodamientos.
Las aleaciones consisten en pequeñas partículas de un compuesto duro incrustadas en el fondo duro y dúctil de una solución sólida. En servicio, este último puede desgastarse ligeramente, dejando que el compuesto duro lleve la carga. Este desgaste también proporciona canales para permitir la entrada de lubricante. Todos los metales de los rodamientos contienen antimonio, que forma cristales cúbicos duros.
| % Sn | % Sb | % Cu | % Pb | Aplicaciones                                                               |
| ---- | ---- | ---- | ---- | -------------------------------------------------------------------------- |
| 93   | 3,5  | 3,5  | -    | Cojinetes de cabeza de biela de motor de combustión interna ligera y media |
| 86   | 10,5 | 3,5  | -    | Cojinetes principales del motor de combustión interna ligera y media       |
| 80   | 11   | 3,0  | 6    | Cojinetes pesados de uso general (el plomo aumenta la plasticidad)         |
| 60   | 10   | 28,5 | 1,5  | Cojinetes de motores marinos de servicio pesado, máquinas eléctricas       |
| 40   | 10   | 1,5  | 48,5 | Cojinetes de bajo costo, de uso general y de servicio mediano              |

## Aplicaciones
Los metales blancos se utilizan comúnmente en cojinetes y casquillos debido a su alta capacidad de carga y propiedades autolubricantes, que reducen la fricción y prolongan la vida útil de estos componentes. En la industria automotriz, se encuentran en componentes del motor como los cojinetes del cigüeñal y de las bielas. Además, el metal blanco es popular en joyería y artículos decorativos debido a su rentabilidad y capacidad para imitar metales más caros como la plata. En la industria de la impresión, las aleaciones de metal blanco se usaban históricamente para fundir tipografías.